# David de Gal·les
David (Caerfai, Sir Benfro, Gal·les ca. 500– Tyddewi, Sir Benfro, Gal·les, 1 de març del 589) (en gal·lès Dewi Sant) va ser un bisbe catòlic que posteriorment esdevingué sant i patró de Gal·les. Sant David contrasta amb altres sants patrons, com Sant Jordi per Catalunya o Anglaterra, perquè la seva vida està força documentada. Tot i així, la seva data de naixement és desconeguda, i les propostes la situen en un ventall que va del 462 al 512.

## Anys de joventut

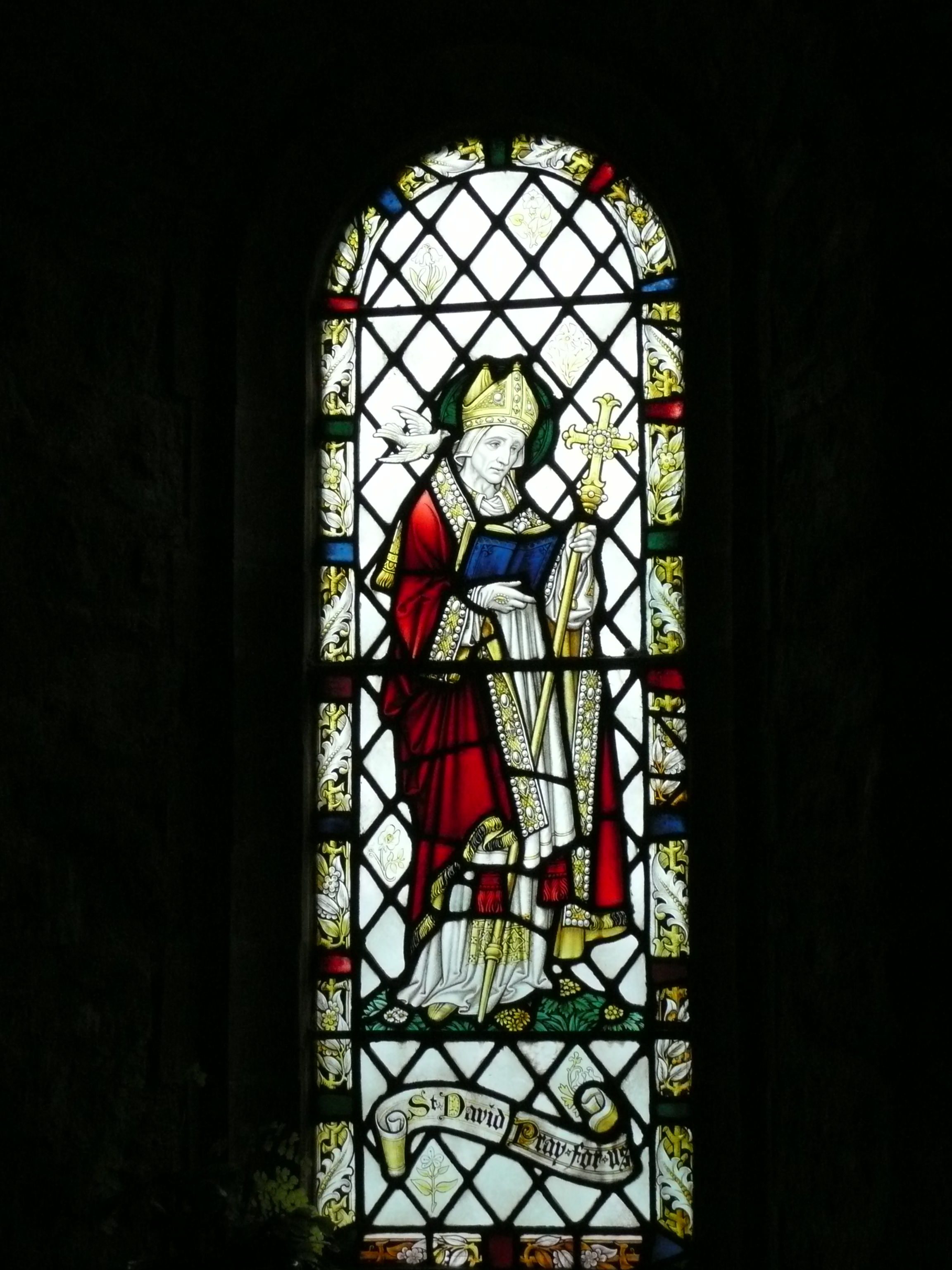
Vitrall a la capella de S. Non (Tyddewi)

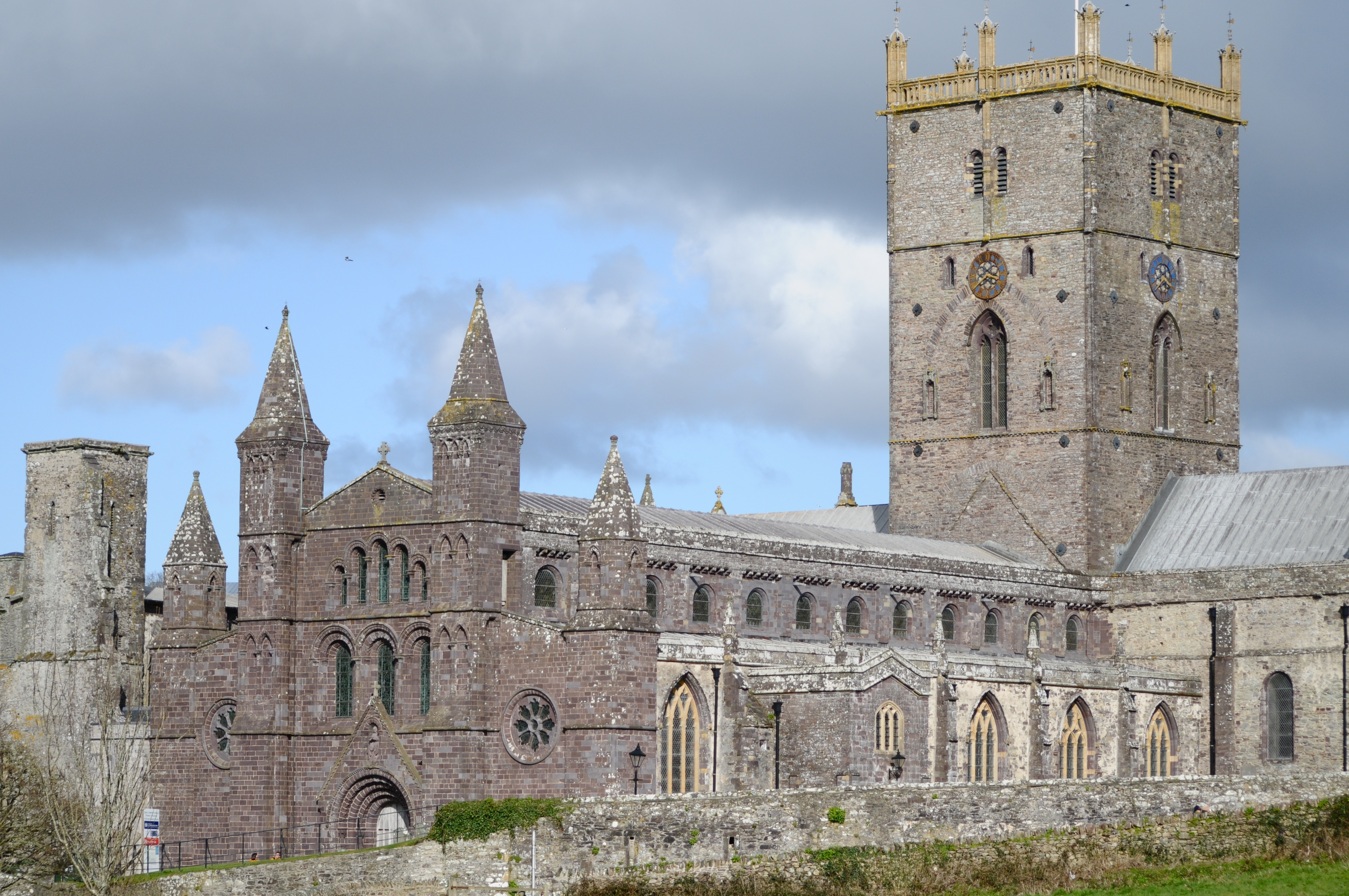
Catedral de S. David, Tyddewi

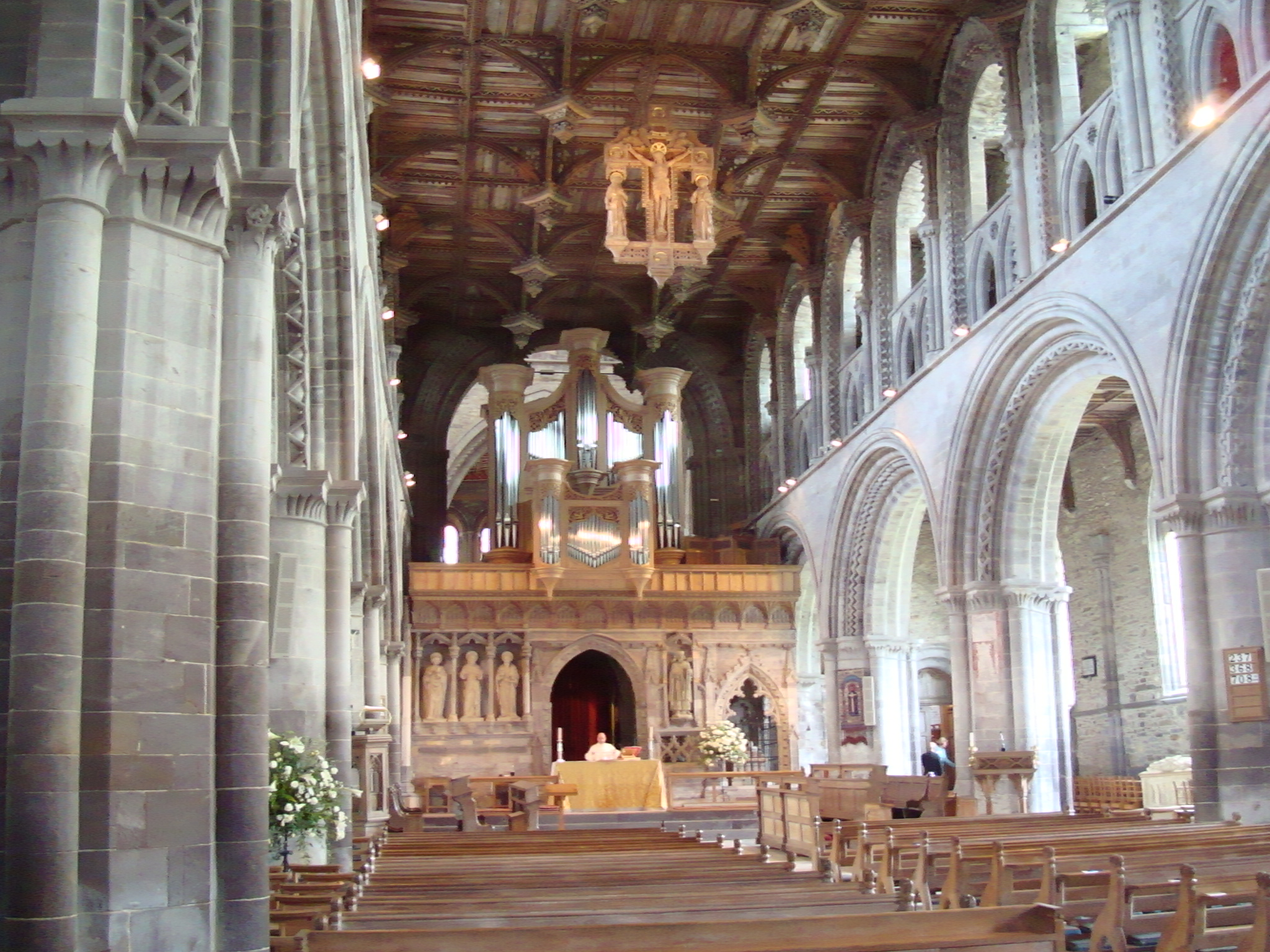
Interior de la catedral, amb el santuari de S. David

Bandera de Sant David

Rhygyfarch, l'autor de finals del segle xi que en va fer l'hagiografia, digué que David era fill de sanctus rex ceredigionis. Aquesta frase s'ha interpretat de formes diverses: per una banda, Sanctus s'ha considerat com a nom propi i els cristians gal·lesos la llegien com Sandde, rei de Ceredigion; per una altra banda, en llatí aquesta frase es pot llegir simplement com a Sagrat rei de Ceredigion. El rei de Ceredigion en l'època del naixement de David hauria estat Usai, fill del rei Ceredig, fundador del regne. D'acord amb Rhygyfarch, Sandde era germà d'Usai i, com a màxim, hauria regnat sobre una part de Ceredigion. La seva mare va ser la futura santa Non, filla de lord Cynyr de Caer Goch (a Sir Benfro), que va donar a llum dalt d'un penya-segat en el transcurs d'una violenta tempesta. Es creu que David fou educat per sant Paulí de Gal·les a l'abadia de Hendy-gwyn (Sir Gaerfyrddin).

## Monaquisme
El futur sant obtingué l'anomenada fent de professor i predicador, i fundant monestirs (com els de Llangyfelach, Llanarthne i Betws) i esglésies a Gal·les, Cornualla i Bretanya en una època quan les tribus veïnes (les que acabarien formant Anglaterra tres-cents anys més tard) eren predenominantment paganes. Li fou atorgat un bisbat, presidí dos sínodes i viatjà en pelegrinatge a Jerusalem (on fou ungit bisbe pel patriarca) i a Roma. Fundà un monestir en el poble conegut actualment per Tyddewi, en la remota i inhòspita vall de "Glyn Rhosyn", al comtat de Sir Benfro; en el futur, en el mateix lloc on s'alçaria la catedral de Sant David.
La regla monàstica de sant David prescrivia que els monjos havien de llaurar ells mateixos, sense animals de tir; beure únicament aigua; menjar únicament pa amb herbes; i passar els vespres pregant, llegint i escrivint. Les possessions personals no eren permeses, i dir "el meu llibre", una transgressió. Personalment, menà una vida simple i ascètica, ensenyant els seus deixebles a no menjar carn o abstenir-se de la cervesa. El seu símbol, que també ho és de Gal·les, és el porro.
El miracle més conegut atribuït a sant David ocorregué quan predicava a una gernació en el sínode de Llanddewi Brefi. Quan alguns dels més allunyats s'exclamaren que no el veien ni el sentien, el terra a dessota el sant s'alçà i formà un monticle a fi que tothom el pogués veure, i un colom blanc es posà aleshores a la seva espatlla (un senyal segur de la gràcia de Déu). Una explicació més prosaica del fet és que David de Gal·les hauria demanat a la gent que el seguís a un turó proper.
El document que relata molta de la història tradicionalment associada al sant és el Buchedd Dewi, una hagiografia escrita per Rhygyfarch a les darreries del segle xi. Un dels propòsits de l'autor fou que el document donés suport a l'església gal·lesa, la independència de la qual perillava com a resultes de la invasió normanda d'Anglaterra el 1066.
William de Malmesbury escrigué que sant David visità Glastonbury amb la intenció de dedicar-hi l'abadia, a la que volia fer donació d'un altar de viatge adornat amb un gran safir. Allí se li aparegué Jesús, que digué que "l'església ja havia estat consagrada per ell mateix, que l'havia dedicada a la seva mare, i que no seria apropiat que mans humanes la tornessin a dedicar". El sant cedí a aquesta visió i, en comptes de la rededicació, encarregà que s'ampliés l'abadia per la banda est de l'Església Vella (ampliació confirmada arqueològicament el 1921). Un manuscrit posterior relaciona un altar de safir entre els béns que el rei Enric VIII confiscà a l'abadia quan la dissolució d'aquesta, un miler d'anys més tard; hom diu que aquest safir podria formar part en l'actualitat de les joies de la corona anglesa.

## Mort
Es diu que David visqué més de cent anys, i que morí en dijous, l'1 de març (en l'actualitat el Dia de Sant David). La tradició conta que "el monestir s'omplí d'àngels quan Crist acollí la seva ànima". Segons Rhygyfarch, les seves darreres paraules foren les del sermó del diumenge anterior: "Visqueu joiosos, i conserveu la vostra fe i el vostre credo. Feu les petites coses que m'heu vist fer o que heu sentit. Caminaré el sender que els nostres pares trepitjaren abans de nosaltres". Feu les petites coses (Gwnewch y pethau bychain) és encara avui una frase gal·lesa molt coneguda, i ha estat font d'inspiració per a molts.
David va ser enterrat a la catedral de Sant David (a Tyddewi) on el seu santuari es convertí en lloc de pelegrinatge durant l'edat mitjana. A diferència de molts altres "sants" gal·lesos de la seva època, Sant David va ser oficialment reconegut pel Sant Pare Calixt II l'any 1120 (o el 1123 segons altres fonts). La iconografia el representa com a bisbe amb un colom sobre l'espatlla, de vegades dempeus dalt d'un turó. És patró de Gal·les, del comtat de Sir Benfro, dels vegetarians i dels poetes.
La vida i els ensenyaments de sant David han estat la font d'inspiració de "Dewi Sant", una obra coral en set moviments del compositor gal·lès Karl Jenkins.